# Stado Ogierów Książ
Stado Ogierów Książ – jednostka hodowli koni, grupująca ogiery głównie rasy śląskiej. Przy stadzie działa również stadnina klaczy. Stado mieści się w zabytkowych zabudowaniach stajennych i powozowni nieopodal zamku Książ w Wałbrzychu na terenie Książańskiego Parku Krajobrazowego.

## Historia
Stado Ogierów Książ powstało w roku 1947. Wcześniej w zabytkowych stajniach, wybudowanych w XVIII wieku dla księcia Hochberga jako zabudowania folwarku, funkcjonowało od roku 1935 Stado Ogierów Fürstenstein pod władzami pruskimi. Stado Fürstenstein (niem. zn. Książ), utworzone na bazie koni ze zlikwidowanego Stada Ogierów Lubiąż, uległo zniszczeniu podczas II wojny światowej; przetrwały jedynie zabudowania. Po wojnie przejęło je polskie Ministerstwo Rolnictwa. Od roku 1947 przez kilkanaście lat odtwarzano w Stadzie hodowlę ogierów śląskich, by dorównała wcześniejszej hodowli tych koni z rejonów Dolnego i Górnego Śląska. W roku 1997 przy Stadzie powstała stadnina dla klaczy przeniesionych ze zlikwidowanych stadnin w Strzegomiu i Strzelcach Opolskich.
Do 1993 stado funkcjonowało jako Państwowe Gospodarstwo Rolne pod nazwą Państwowe Stado Ogierów Książ. W 1993 roku Stado przyjęto do Agencji Własności Rolnej Skarbu Państwa i zmieniono nazwę na Stado Ogierów Książ.
W 1994 ponownie zmieniono nazwę na Stado Ogierów Skarbu Państwa Książ.
W roku 2003 dołączono je do Stada Ogierów w Sierakowie Wielkopolskim sp. z o.o. jako spółka córka Stado Ogierów Książ sp. z o.o.

## Hodowla
Stado jest głównym ośrodkiem i jedynym państwowym podmiotem hodowli koni rasy śląskiej w Polsce. Od roku 2005 klacze ze stadniny w Książu objęte są ochroną ras. W Stadzie znajduje się ponad 100 koni: około 90 ogierów i około 40 klaczy. Oprócz ogierów rasy śląskiej obecne są także ogiery pełnej krwi angielskiej, wielkopolskie, małopolskie, szlachetnej półkrwi, angloarabskie oraz zimnokrwiste. Konie śląskie wyhodowane w Książu są obecne na wszystkich wystawach zwierząt hodowlanych w kraju, plasując się od lat 50. XX wieku w ścisłej czołówce. Stado jest jedynym w Polsce miejscem przeprowadzania zaprzęgowych prób dzielności dla ogierów i klaczy rasy śląskiej. Próby te mają na celu monitorowanie materiału hodowlanego koni śląskich w Polsce.

## Sport
W roku 1954 rozpoczęła działanie sekcja jeździecka LZS w Książu; wcześniej od roku 1950 organizowano w Stadzie pokazy konne. Pierwszymi zawodnikami sekcji byli Czesław Geldner i Leon Wieczorek. Sekcja korzystała z koni wyłączonych z hodowli. Od roku 1966, po kilkuletniej przerwie spowodowanej trudnościami natury finansowej, wznowiono działalność sportową pod patronatem KS Górnik Wałbrzych i rozpoczęto organizowanie zawodów ogólnokrajowych w skokach przez przeszkody. Pierwsze sukcesy sekcji w Książu przynosiły starty Wojciecha Dąbrowskiego, zdobywcy 5 medali w dyscyplinie skoków i ujeżdżenia w kraju, a także utytułowanego uczestnika imprez międzynarodowych. W roku 1980 utworzono Sudecki Ludowy Klub Sportowy Książ zrzeszający zawodników 3. dyscyplin jeździeckich: ujeżdżenia, skoków i powożenia.

### Powożenie
Bardzo duże sukcesy w tej dyscyplinie odnosił Władysław Adamczak, w zaprzęgach którego występowały konie śląskie: Brener, Brylant, Dolar, Humus, Muszkieter, Leopold i Hak. Władysław Adamczak 30-krotnie uczestniczył w zawodach najwyższej rangi, w tym 7 razy w Mistrzostwach Świata i 8 razy w Mistrzostwach Europy. W 1980 roku na Mistrzostwach Świata w Windsorze zdobył brązowy medal drużynowo, a w 1981 roku na Mistrzostwach Europy w Zug w Szwajcarii brązowy medal indywidualnie i srebrny drużynowo.
Duże sukcesy w barwach klubu odnosił też Czesław Konieczny – uczestnik zawodów międzynarodowych w skokach, kilkukrotny zdobywca tytułu najlepszego jeźdźca, a wreszcie jeden z najlepszych polskich powożących (klubowy następca Władysława Adamczaka): kilkukrotny medalista Mistrzostw Świata i Mistrzostw Polski, a także trener kadry narodowej w powożeniu. W zaprzęgach Czesław Konieczny używał koni śląskich: Wachmistrz, Dolar II, Iwan, Bank, Arsen, Jogurt oraz konia Zagros rasy wielkopolskiej.
W późniejszych latach sukcesy odnosili:
- Andrzej Szymczyk – w 1998 i 1999 roku zdobył wicemistrzostwo Polski w Powożeniu Zaprzęgami Jednokonnymi oraz dwa brązowe medale w zaprzęgach parokonnych;
- Agnieszka Chwastek – w 1999 roku wywalczyła brązowy medal Mistrzostw Polski w Powożeniu Zaprzęgami Jednokonnymi, a w roku 2004 brązowy medal drużynowo na Mistrzostwach Świata w Åstorp;
- Bartłomiej Kwiatek – obecny w Książu od 2006 roku, powożący zaprzęgiem jednokonnym, zdobywał medale Mistrzostw Polski (w tym kilkukrotnie złoty), Mistrzostw Polski Młodych Koni, zdobywca Pucharu Polski, a wreszcie w 2010 roku wicemistrz świata z Pratoni del Vivaro;
- Paweł Mazurek – brązowy medalista Mistrzostw Polski w Powożeniu Zaprzęgami Parokonnymi z 2000 roku;
- Piotr Mazurek – uczestnik Mistrzostw Świata w Beesed 2008 i Mistrzostw Świata w Stanach Zjednoczonych 2010 (zaprzęgi czterokonne).

### Ujeżdżenie
Od roku 1976 sekcja jeździecka z Książa poszerzyła działalność o dyscyplinę ujeżdżenia, która stała się jej wizytówką. Na terenie Stada organizowano szkolenia dla jeźdźców z całego kraju przy udziale szkoleniowców zagranicznych. Od roku 1978 rozpoczęto też organizowanie Mistrzostw Polski w ujeżdżeniu w randze Międzynarodowych Zawodów w Ujeżdżeniu (CDI), które 10 lat później stały się kwalifikacjami do Pucharu Świata, goszcząc corocznie zawodników z kilkunastu krajów. W latach 1992 i 1999 odbyły się w Książu Mistrzostwa Europy Młodych Jeźdźców FEI. Pośród zawodników ujeżdżenia z Książa sukcesy odnosiły m.in.:
- Małgorzata Święcicka startująca od roku 1979 na zawodach krajowych i międzynarodowych na koniach śląskich Dysput i Badajoz;
- Justyna Dera – zdobywczyni brązowego medalu Mistrzostw Polski z 2010 roku;
- w kategoriach juniorów, młodych jeźdźców oraz Mistrzostw Polski Młodych Koni: Joanna Lewandowska, Marta Kupska i Adrianna Śledź.

### Skoki przez przeszkody
Z sekcją sportową Książa związanych było także wielu zawodników dyscypliny skoków, m.in.: Paweł Krzyczkowski, Marek Krzekotowski, Adam Czerwonogóra, Krystyna Samuszkiewicz, Władysław Czuż, Jerzy Kozakiewicz, Marian Nowak, Jan Hempel, Kazimierz Lewandowski, Piotr Bielawski, Jarosław Święcicki, Agnieszka i Marzena Piątek. W dyscyplinie tej sukcesy odnosił też były dyrektor Stada Jacek Gałczyński, startujący także w dyscyplinie WKKW.

## Działalność
Stado ogierów w Książu prowadzi, oprócz hodowli i sportu, szeroką działalność rekreacyjną i turystyczną, w tym m.in. naukę jazdy konnej, kursy związane z hipologią i zwiedzanie kompleksu stada. Przy Stadzie znajduje się również pensjonat i wypożyczalnia rowerów. Oprócz międzynarodowych zawodów w powożeniu i ujeżdżeniu, na terenie Stada organizowane są także aukcje koni oraz rozmaite imprezy sportowe i plenerowe oraz pokazy, także pozajeździeckie.

### Infrastruktura
Infrastruktura Stada obejmuje zabytkowe stajnie z 1884 roku, wybudowane w formie czworoboku z murów typu pruskiego oraz krytą ujeżdżalnię, zaliczaną do jednych z najpiękniejszych w Europie. Część budynków spłonęła jesienią 1998 roku. Stado dysponuje również hipodromem dla 5000 widzów.